# Craugastor aphanus
Craugastor aphanus is een kikker uit de familie Craugastoridae. De soort werd voor het eerst wetenschappelijk beschreven door Jonathan Atwood Campbell in 1994. Oorspronkelijk werd de wetenschappelijke naam Eleutherodactylus aphanus gebruikt.
De soort is endemisch aan de Sierra del Mico van Guatemala. Craugastor aphanus wordt bedreigd door het verlies van habitat.